# کورونا (ناحیه سویتاوی)
کورونا (به چکی: Koruna) یک منطقهٔ مسکونی در جمهوری چک است که در ناحیه سویتاوی واقع شده‌است. کورونا ۲٫۰۵ کیلومتر مربع مساحت و ۱۳۳ نفر جمعیت دارد و ۴۱۰ متر بالاتر از سطح دریا واقع شده‌است.